# スピアン・トマ
スピアン・トマ（Spean Thma、クメール語: ស្ពានថ្ម）は、カンボジアのアンコール地域にある「石の橋」（スピアンは「橋」、トマは「石」の意）として知られる。現在に残るいくつかのクメール王朝時代の橋の1つであり、タ・ケウの西に位置する。
アンコール・トムと東バライの間にあるシェムリアップ川の手前の小道に造られ、多くの再利用された砂岩のブロックを含んでいることから、おそらくはクメール時代（15世紀頃）の後、16世紀中頃に再建されたものである。
現在に残る14の狭いアーチ（迫り出し構造の隙間）は、幅1.6メートル。樹の根が張った橋の中央部分が崩壊せずに残存する。
同じ構造の橋は、他にもアンコール地域のスピアン・メーマイ (Spean Memai) や、前王国のいくつかの場所で見られる。アンコールから南東に向かう道にあるスピアン・プラプトス (Spean Praptos) は、 25のアーチをもつ最も長い石橋の1つである。